# Big Thief
Big Thief (с англ. — «Большой вор») — американская инди-фолк-группа из Бруклина, штат Нью-Йорк. Группа была основана в 2015 году, и в её состав входят Адрианна Ленкер (вокал, гитара), Бак Мик (гитара, бэк-вокал) и Джеймс Кривченя (ударные).
Дебютный альбом группы, Masterpiece, был издан в мае 2016 года на лейбле Saddle Creek. В следующем году Big Thief представили свою вторую пластинку — Capacity. В 2019 году группа заключила контракт с лейблом 4AD на выпуск нескольких записей. Так, за один 2019 год группа представила сразу два диска: в мае — U.F.O.F., а в октябре — Two Hands. Оба альбома получили восторженые отзывы от критиков. На премии «Грэмми» U.F.O.F. был представлен в категории «Лучший альтернативный альбом», а песня «Not» с Two Hands — в категориях «Лучшее рок-исполнение» и «Лучшая рок-песня».
Пятый альбом группы, Dragon New Warm Mountain I Believe in You, был издан в феврале 2022 года. Big Thief описывали его как «двойной» альбом. В чартах пластинка заняла более высокие позиции, чем прошлые работы группы, и при этом получила восторженные отзывы от критиков и была представлена в категории «Лучший альтернативный альбом» на «Грэмми», а сингл с пластинки, «Certainty», был номинирован в категории «Лучшее альтернативное исполнение». В 2024 году группу покинул бас-гитарист Макс Олеарчик, который был в Big Thief с момента её основания.

## Карьера

### Начало (2013—2015)
Адрианна Ленкер и Бак Мик впервые встретились на концерте в Бостоне, штат Массачусетс. В следующий раз они пересеклись в Бруклине, штат Нью-Йорк. В 2013 году они начали выступать вместе, а в следующем году выпустили два мини-альбома a-side и b-side. В 2015 году дуэт решил найти музыкантов, чтобы создать полноценную группу — Big Thief. Так, к ним присоединились бас-гитарист и давний друг Мика Макс Олеарчик, а также Джейсон Бюргер, который, впрочем, через год покинул группу. Его место занял Джеймс Кривченя присоединился к группе позже, сначала в качестве звукорежиссёра, а затем — как ударник. Все четыре участника Big Thief учились в бостонском Музыкальном колледже Беркли.

### MasterpieceиCapacity(2016—2018)

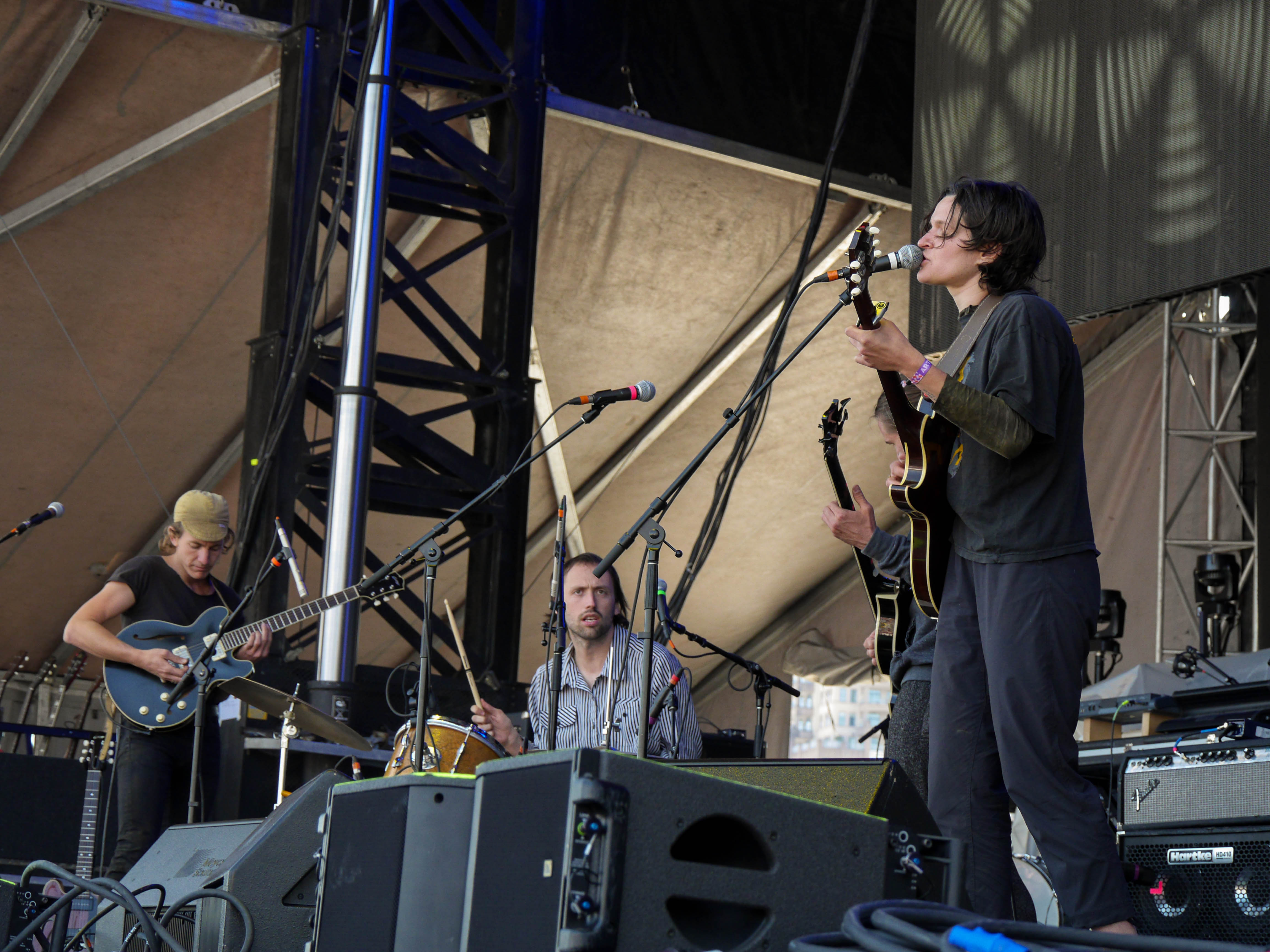
Big Thief выступают в Цинциннати, штат Огайо в 2018 году

Дебютный студийный альбом группы, Masterpiece, был издан на лейбле Saddle Creek 27 мая 2016 года. Критики тепло приняли его — рейтинг диска на сайте-агрегаторе рецензий Metacritic составляет 79 баллов из 100. Так, Боб Бойлен из NPR писал, что Big Thief состоит из людей, «объединённых отличными песнями», и назвал заглавный трек альбома Masterpiece «одной из лучших [композиций], которые я слышал в этом году». Джиллиан Мейпс с сайта Pitchfork оценила пластинку на 7,7 баллов из 10, подчеркнув, что из всех написанных для Masterpiece песен музыканты отобрали «только лучшие». Роберт Кристгау описал песни альбома как «полные хрупких, кричащих образов недосягаемой любви».
4 апреля 2017 года в эфире радио NPR Big Thief впервые исполнили песню «Mythological Beauty». На следующий день её выпустили как первый сингл из второго альбома группы, Capacity. Пластинка была издана 9 июня на лейбле Saddle Creek. Она получила восторженные отзывы от критиков. Его рейтинг на Metacritic составляет 81 балл из 100, что соответствует «всеобщему признанию».
В конце 2017 года Capacity фигурировал в списках «Лучших альбомов года» различных изданий. Боб Бойлен из NPR избрал альбом лучшим за год: «Не помню, когда в последний раз работы одной и той же группы входили в топ-5 моих любимых альбомов два года подряд». Редакция журнала Spin назвала Capacity вторым лучшим диском года. В конце 2019 года Pitchfork включили песню «Mary» с Capacity в рейтинг 200 лучших треков 2010-х годов; композиция заняла 44-е место.

### U.F.O.F.иTwo Hands(2019—2020)
О скором выходе третьего альбома группы, U.F.O.F., было объявлено 26 февраля 2019 года. Пластинку записали на студии Bear Creek в Вудинвилле, штат Вашингтон. В тот же день заглавный трек альбома был издан в качестве первого сингла, а также было объявлено, что Big Thief поедут в турне по Северной Америке и Европе. Перед выходом U.F.O.F. 3 мая 2019 года, были выпущены синглы «Cattails» и «Century». Диск получил восторженные отзывы от критиков. В издании Pitchfork его оценили на 9.2 баллов из 10 и присвоили ему статус «Лучшей новой музыки». В конце 2019 года пластинка заняла 33-е место в списке лучших альбомов 2010-х годов по версии Pitchfork. На Metacritic рейтинг U.F.O.F. составляет 87 баллов из 100. На премии «Грэмми» U.F.O.F. был представлен в категории «Лучший альтернативный альбом». 11 октября 2019 года Big Thief представили свой второй за год диск (и четвёртый в дискографии) — Two Hands. Его записали вскоре после того, как была завершена работа над U.F.O.F., на студии Sonic Ranch в Торнилло, штат Техас. Впоследствии группа окрестила пластинку «земным близнецом» U.F.O.F. Первый сингл с Two Hands — «Not» — был представлен в категориях «Лучшее рок-исполнение» и «Лучшая рок-песня» на премии «Грэмми».

### Dragon…и уход Олеарчика (2021—настоящее время)

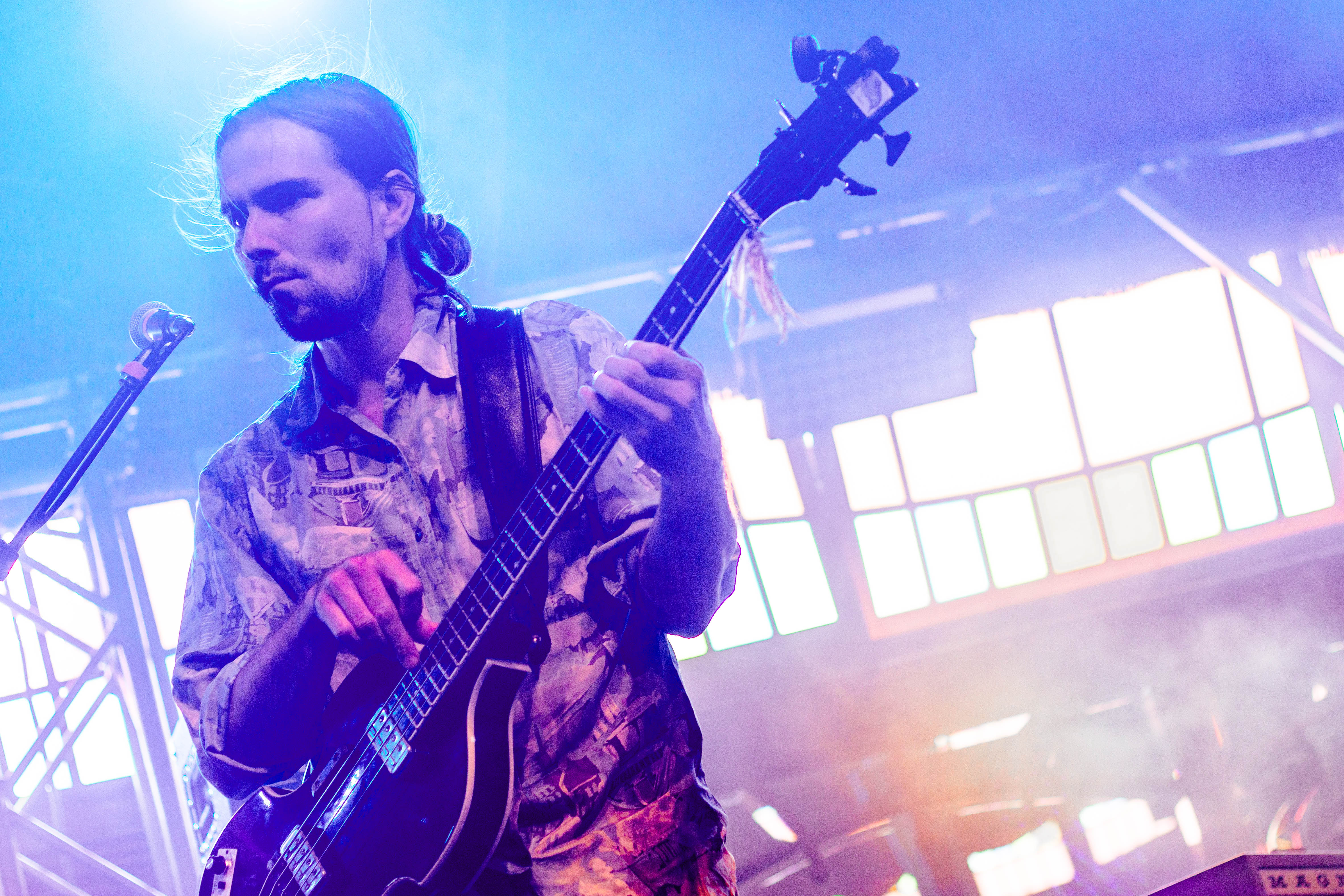
Макс Олеарчик, бас-гитарист Big Thief, покинувший группу в июле 2024 года

10 августа 2021 года песни «Little Things» и «Sparrow» были выпущены в поддержку пятого альбома группы. Треки, как и всю пластинку, спродюсировал ударник Big Thief Джеймс Кривченя. Именно ему принадлежала идея записать альбом в четырёх разных местах Соединённых Штатов, на четырёх разных студиях, с четырьмя разными звукорежиссёрами. Согласно задумке, в каждом из мест группа будет придерживаться разного звучания. Big Thief записывались в северной части штата Нью-Йорк, в каньоне Топанга, штат Калифорния, в пустыне Сонора, штат Аризона, и в горах штата Колорадо. «Little Things» была записана в октябре 2020 года со звукорежиссёром Шоном Эвереттом на студии Five Star в каньоне Топанга. «Sparrow» записали в июле и августе 2020 года с другим звукорежиссёром — Сэмом Эвианом — на студии Flying Cloud Recordings в горах Катскилл, штат Нью-Йорк. За 4 сессии было записано 45 песен, из которых 20 в итоге отобрали для альбома.
7 сентября 2021 года была выпущена композиция «Certainty», а 6 октября — «Change». Тогда же группа объявила, что поедет в турне по Северной Америке в 2022 году. В ноябре в интервью журналу Mojo Big Thief анонсировали выход двойного альбома из 20 треков в начале следующего года. Позже в том же месяце группа подтвердила название пластинки — Dragon New Warm Mountain I Believe in You — и дату выпуска: 11 февраля 2022 года. До выхода диска были изданы ещё четыре сингла: 16 ноября — «Time Escaping», 14 декабря — «No Reason» и «Spud Infinity», и 19 января — «Simulation Swarm». Альбом получил восторженные отзывы от критиков и стал самым высокооценённой работой группы на сайте Metacritic — его рейтинг составляет 88 баллов из 100 на основе 26 рецензий. На премии «Грэмми» пластинка была представлена в категории «Лучший альтернативный альбом», а песня «Certainty» была номинирована в категории «Лучшее альтернативное исполнение».
В феврале 2023 года Big Thief исполнили песню «Vampire Empire», записанную в одну из сессий для Dragon New Warm Mountain I Believe in You, в эфире «Позднего шоу со Стивеном Кольбером» на канале CBS, а в июле выпустили трек на стриминговых платформах.
В июле 2024 года бас-гитарист Макс Олеарчик покинул группу по причине «межличностных разногласий».

## Политическая позиция
В июне 2022 года группа объявила, что сыграет два концерта в родном городе Макса Олеарчика — Тель-Авиве, Израиль. Однако, на фоне Палестино-израильского конфликта, это заявление вызвало волну критики. Big Thief сначала выпустили заявление в защиту своего решения спеть в Израиле и пообещали направить доходы от выступлений пропалестинским активистам, но в итоге отказались от своего заявления и отменили концерты, что навлекло на них критику со стороны организаторов их выступлений, которые назвали членов группы «трусами». До этого Big Thief выступали в Израиле в 2017 году. В 2024 году, на фоне войны в Газе, Адрианна Ленкер заявила, что тогдашняя идея выступить в Израиле была «не продуманной до конца и легкомысленной».

## Музыкальный стиль
Почти все тексты песен Big Thief написаны исключительно Адрианной Ленкер. Стиль Big Thief определяют как инди-фолк, фолк-рок и инди-рок, хотя в альбоме Dragon New Warm Mountain I Believe in You обращались также к кантри и трип-хопу.

## Участники группы
Нынешний состав
- Адрианна Ленкер[англ.] – вокал, гитара (с 2015 года)
- Бак Мик[англ.] – гитара, бэк-вокал (с 2015 года)
- Джеймс Кривченя – ударные, бэк-вокал (с 2016 года)

Бывшие участники
- Джейсон Бюргер – ударные (2015–2016)[45]
- Макс Олеарчик – бас-гитара, контрабас, бэк-вокал (2015—2024)[38]

Нынешний состав Big Thief
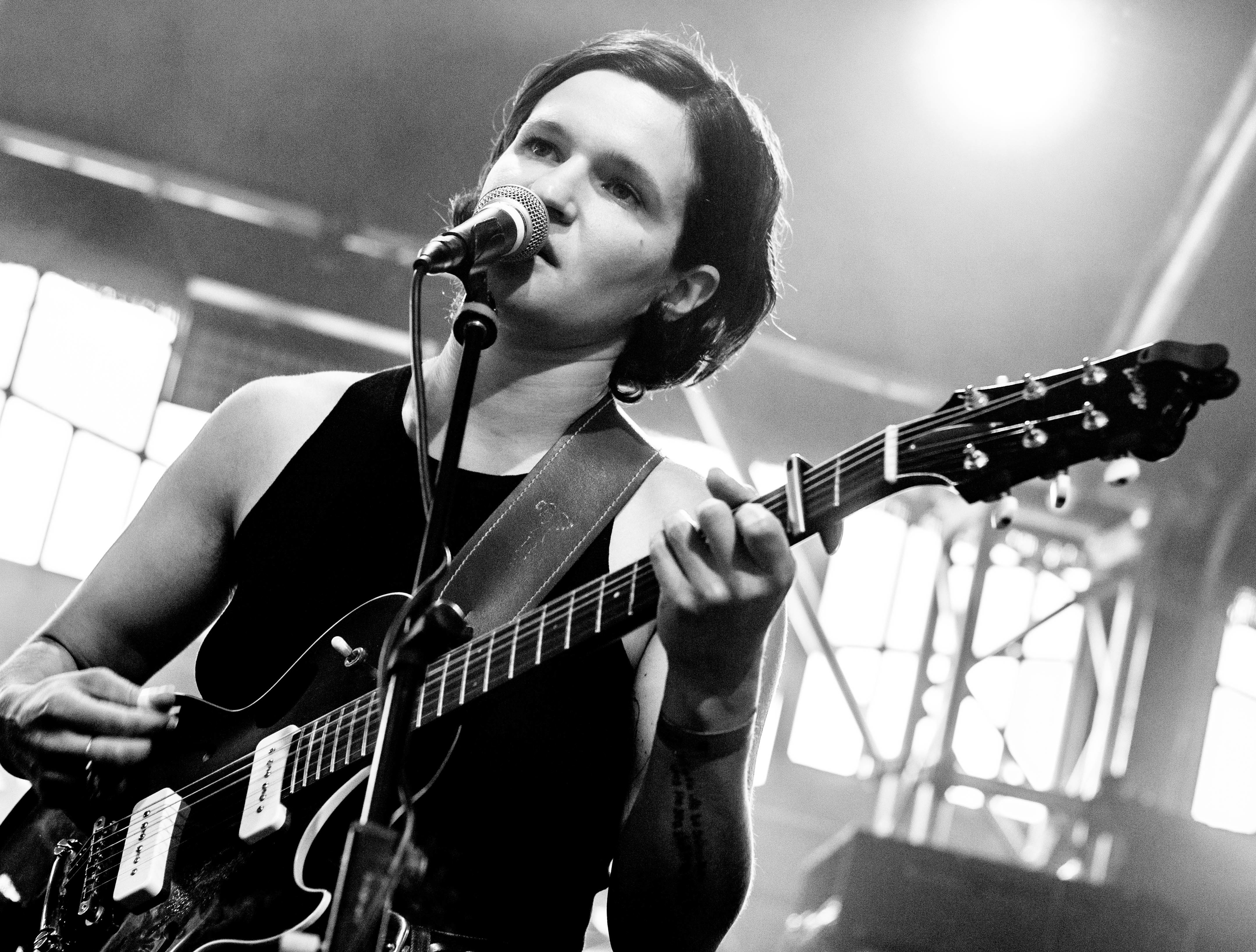
Адрианна Ленкер
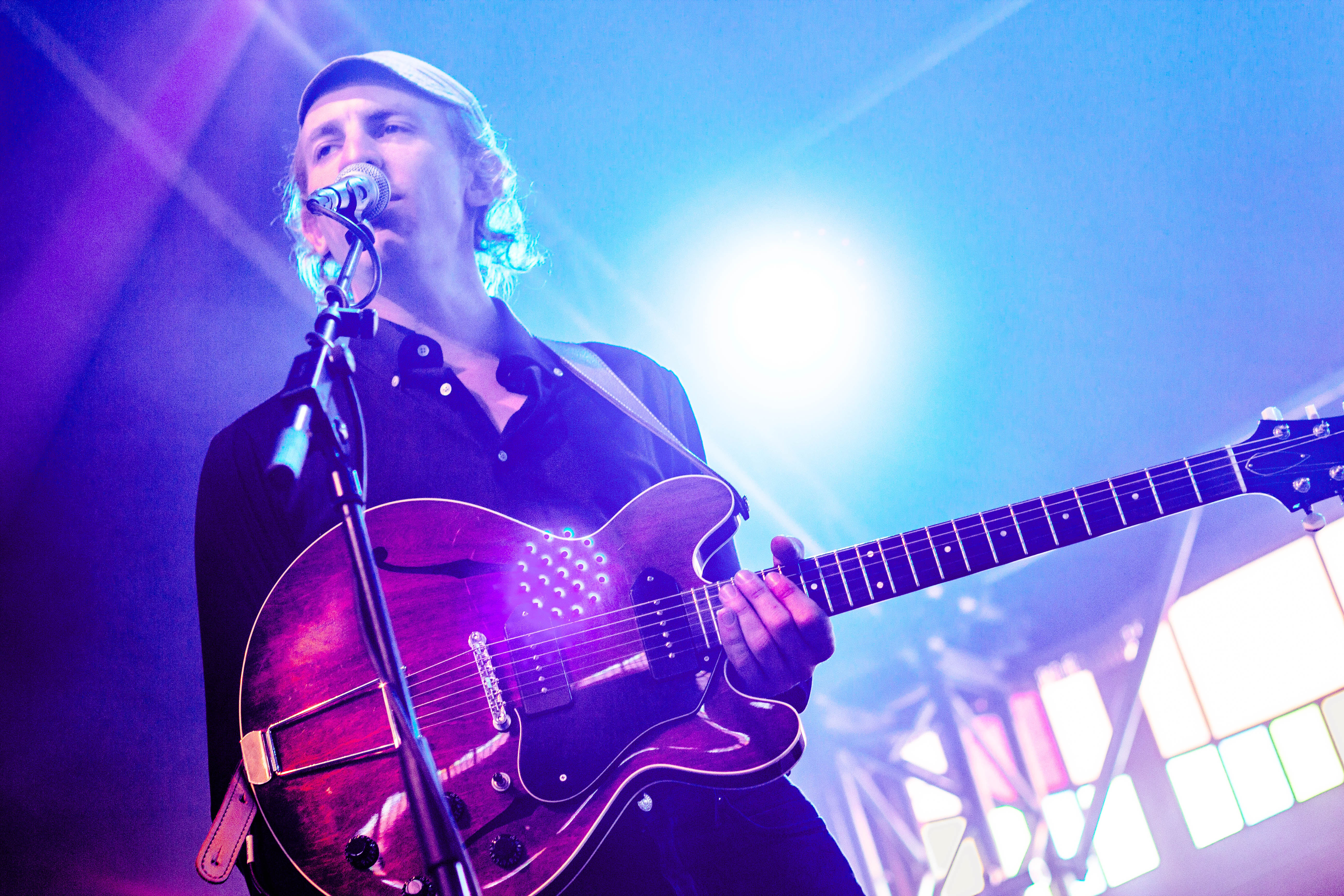
Бак Мик
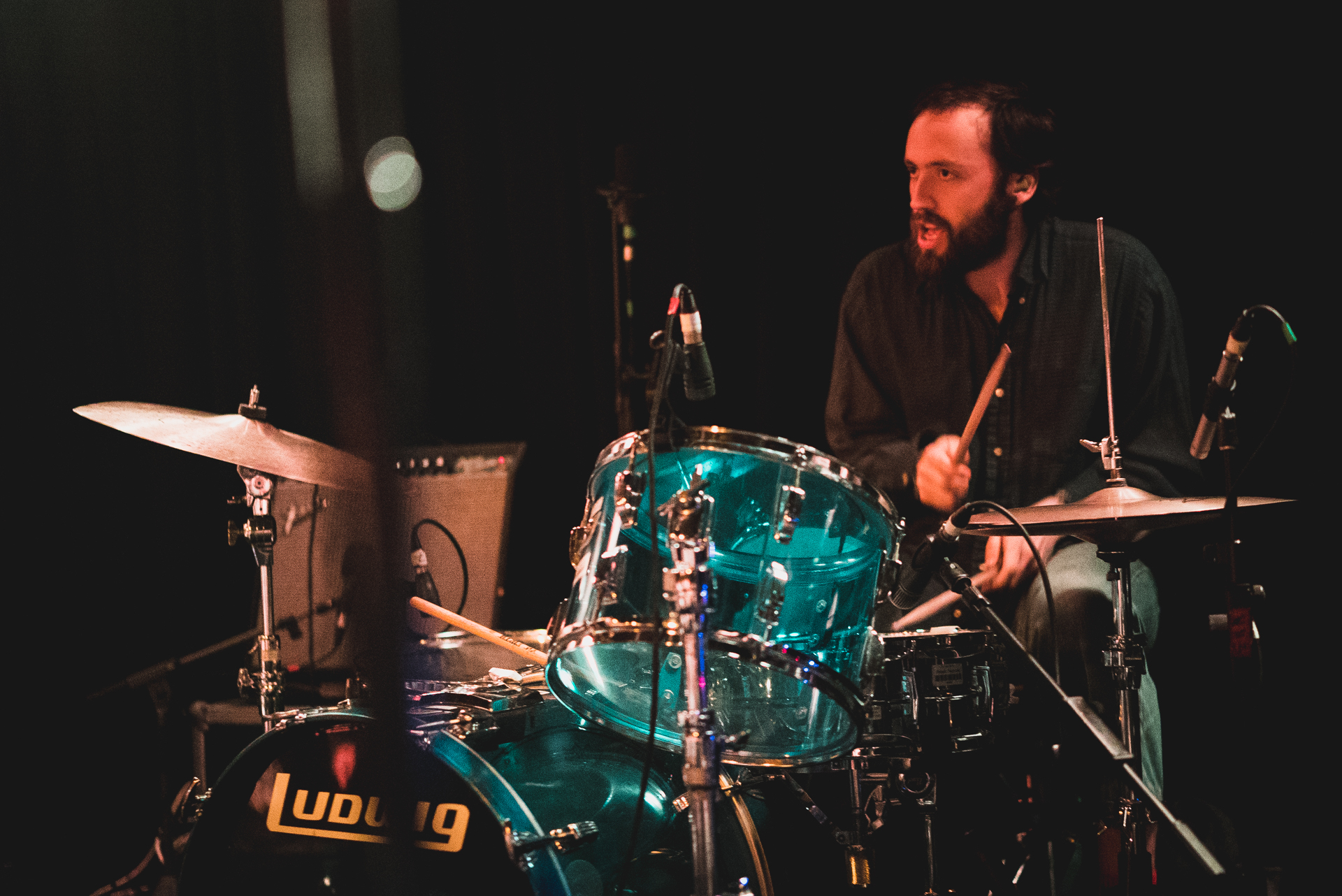
Джеймс Кривченя

## Дискография

### Студийные альбомы
- 2016 — Masterpiece
- 2017 — Capacity
- 2019 — U.F.O.F.
- 2019 — Two Hands
- 2022 — Dragon New Warm Mountain I Believe in You
- 2025 — Double Infinity

### Мини-альбомы
- 2020 — Demos Vol. 1
- 2021 — Live at the Bunker Studio

### Синглы
- 2016 — «Masterpiece»
- 2016 — «Mother»
- 2016 — «Dandelion»
- 2017 — «Mythological Beauty»
- 2017 — «Shark Smile»
- 2017 — «Mary»
- 2019 — «U.F.O.F.»
- 2019 — «Cattails»
- 2019 — «Century»
- 2019 — «Not[англ.]»
- 2019 — «Forgotten Eyes»
- 2020 — «Love in Mine»
- 2021 — «Off You[англ.]» (песня The Breeders; кавер-версия)
- 2021 — «Little Things» / «Sparrow»
- 2021 — «Certainty»
- 2021 — «Change»
- 2021 — «Time Escaping»
- 2021 — «No Reason» / «Spud Infinity»
- 2022 — «Simulation Swarm»
- 2023 — «Vampire Empire» / «Born for Loving You»
- 2025 — «Incomprehensible»

## Награды и номинации
| Год  | Премия        | Категория                        | Номинируемая работа                       | Результат | И.     |
| ---- | ------------- | -------------------------------- | ----------------------------------------- | --------- | ------ |
| 2020 | «Грэмми»      | Лучший альтернативный альбом     | U.F.O.F.                                  | Номинация | [ 46 ] |
| 2020 | Libera Awards | Альбом года                      | U.F.O.F.                                  | Победа    | [ 47 ] |
| 2020 | Libera Awards | Лучший альтернативный рок-альбом | U.F.O.F.                                  | Номинация | [ 47 ] |
| 2021 | «Грэмми»      | Лучшее рок-исполнение            | «Not»                                     | Номинация | [ 23 ] |
| 2021 | «Грэмми»      | Лучшая рок-песня                 | «Not»                                     | Номинация | [ 23 ] |
| 2023 | «Грэмми»      | Лучший альтернативный альбом     | Dragon New Warm Mountain I Believe in You | Номинация | [ 35 ] |
| 2023 | «Грэмми»      | Лучшее альтернативное исполнение | «Certainty»                               | Номинация | [ 35 ] |